# Imitación a la vida
Imitación a la vida (Imitation of life) es una película de 1959 dirigida por Douglas Sirk, en una adaptación de la novela homónima de Fannie Hurst, producida por Ross Hunter y protagonizada por Lana Turner. Esta película supone la segunda ocasión en la que la novela es llevada al cine, después de que en 1934 el director John M. Stahl rodara Imitación de la vida, con Claudette Colbert en el papel principal. Esta versión está considerada como la mejor película de Sirk. 

## Sinopsis
Buscando a su hija Suzie en una playa de Coney Island, en 1947, Lora Meredith (Lana Turner), una actriz viuda, conoce a una mujer negra, Annie Johnson (Juanita Moore), y a su hija Sarah Jane, mulata de aspecto prácticamente blanco. Como no tenían donde alojarse, Lora, aunque se encuentra en una situación económica apurada, contrata a Annie como criada, y ésta con sus mañas la ayuda a salir adelante. Entonces inicia una relación con Steve Archer (John Gavin), un fotógrafo que conoció en la playa el día de la desaparición de Suzie. Poco después la suerte le sonríe y se convierte en una actriz famosa de comedias, pero la ambición de Lora por conseguir el éxito destroza la relación con Archer y la separa de su hija que se ampara en Annie, que la cuida como una madre. Pero a su vez, Annie tendrá problemas con su propia hija que intenta por todos los medios que la gente no sepa que es medio negra.

## Reparto
- Lana Turner - Lora Meredith
- Juanita Moore - Annie Johnson
- John Gavin - Steve Archer
- Sandra Dee - Susie, con 16 años
- Susan Kohner - Sarah Jane, con 18 años
- Robert Alda - Allen Loomis
- Dan O'Herlihy - David Edwards
- Karin Dicker - Sarah Jane, con 8 años
- Terry Burnham - Susie, con 6 años
- Ann Robinson - cabaretera
- Troy Donahue - Frankie
- Sandra Gould - Annette
- Jack Weston - Tom
- Mahalia Jackson - solista del coro

## Historia y producción
La versión de 1959 de la novela Imitation of Life fue significativamente cambiada con respecto al relato original y a la versión de 1934. En la historia original, el personaje de Lora se convierte en una afamada cocinera gracias a las recetas de Annie y, como resultado de ello, se convierte en una rica mujer de negocios, mientras su sirvienta negra, Annie, es apartada de todo el éxito culinario de Lora. Pero el director Douglas Sirk y los guionistas Eleanore Griffin y Allan Scott pensaron que no sería aceptada por el movimiento afroamericano, que por entonces se encontraba en plena lucha por el caso Montgomery, cuando una mujer negra se había sentado en el autobús en las plazas reservadas a los blancos. Por ello, decidieron que Lora fuese una estrella de Broadway, mientras que Annie sería tan solo la criada y niñera de la hija de Lora. 
El vestuario de Lana Turner en Imitation of Life costó un millón de dólares, lo que supuso uno de los vestuarios más caros de la historia del cine en su tiempo.
Juanita Moore y Susan Kohner estuvieron nominadas al Oscar a la mejor actriz secundaria por sus interpretaciones en esta película.

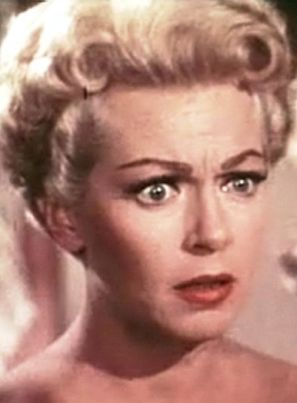
Lora Meredith (Lana Turner).
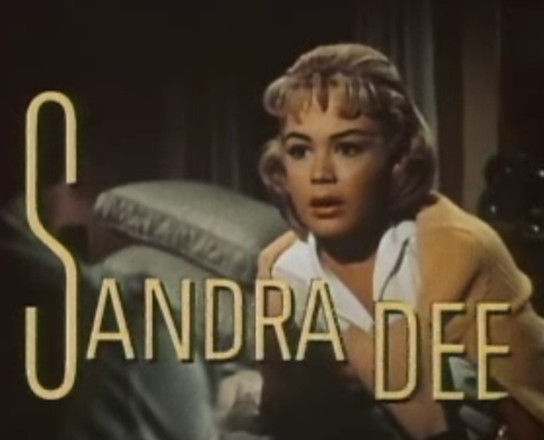
Susie (Sandra Dee).
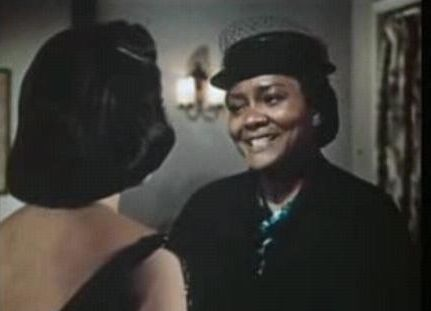
Annie Johnson (Juanita Moore).